# Nueva Esperanza Alta (Piura)
Nueva Esperanza Alta es un caserío peruano ubicado en el distrito de Tambogrande, perteneciente a la provincia y departamento de Piura, al norte del Perú. 

## Ubicación
Nueva Esperanza Alta se ubica al norte de la provincia de Piura, en el distrito de Tambogrande, en el departamento de Piura.

## Demografía
En 2017 Nueva Esperanza Alta tenía una población de 84 habitantes.